# Cyphophthalmus paragamiani
Espèce
Cyphophthalmus paragamiani est une espèce d'opilions cyphophthalmes de la famille des Sironidae.

## Distribution
Cette espèce est endémique du Péloponnèse en Grèce. Elle se rencontre à Magne-Occidental dans la grotte Katafygi.

## Description
Le mâle holotype mesure 1,55 mm et la femelle paratype 1,80 mm.

## Étymologie
Cette espèce est nommée en l'honneur de Kaloust Paragamian.

## Publication originale
- Karaman, 2009 : « The taxonomical status and diversity of Balkan sironids (Opiliones, Cyphophthalmi) with descriptions of twelve new species. » Zoological Journal of the Linnean Society, vol. 156, no 2, p. 260–318.